# Ad Wijnands
Ad Wijnands, né le 10 mars 1959 à Maastricht, est un ancien coureur cycliste néerlandais.

## Biographie
Professionnel de 1980 à 1993, Ad Wijnands a remporté deux étapes du Tour de France 1981, le Grand Prix de l'Escaut et le Tour de Belgique la même année. Il a également été vainqueur du Grand Prix d'ouverture La Marseillaise, de l'Étoile de Bessèges et d'étapes sur le Tour des Pays-Bas, le Critérium du Dauphiné libéré et le Tour méditerranéen.
Après deux dernières saisons en tant que coureur dans l'équipe TVM, il y est devenu directeur sportif de 1995 à 1997.

## Palmarès

### Palmarès amateur
- 1978
  - 5eb étape du Tour de Liège

- 1979
  - 3e étape de l'Olympia's Tour
  - 3e et 5eb étapes du Tour de Slovaquie
  - 2e de l'Olympia's Tour
  - 3e du Ronde van Midden-Nederland

- 1980
  - Ronde van Zuid-Holland
  - 1rea étape du Tour du Loir-et-Cher
  - Omloop der Kempen
  - 2e du Tour du Loir-et-Cher

### Palmarès professionnel
| - 1981 - 2e étape de l'Étoile de Bessèges - Grand Prix E5 - Tour de Belgique : - Classement général - 5ea étape (contre-la-montre par équipes) - 8e et 10e étapes du Tour de France - Grand Prix de l'Escaut - 2e du Grand Prix Pino Cerami - 1982 - 1re étape du Critérium du Dauphiné libéré - Grand Prix Union Dortmund - 2e du Grand Prix d'ouverture La Marseillaise - 4e de la Flèche wallonne - 9e du Rund um den Henninger Turm - 10e de l'Amstel Gold Race - 1983 - 9e de l'Amstel Gold Race - 1984 - 4e étape de la Semaine sicilienne - Grand Prix Raymond Impanis - 4e étape du Tour des Pays-Bas - 5e de Gand-Wevelgem - 5e de l'Amstel Gold Race - 1985 - Grand Prix d'Antibes - 3e étape du Tour méditerranéen - 2e de la Maaslandse Pijl - 3e de Nice-Alassio | - 1986 - Grand Prix de l'UC Bessèges - Tour du Limbourg - Grand Prix du 1er mai - 3e étape du Tour des Pays-Bas - 3e de Nice-Alassio - 1987 - 3e du Circuit du Brabant occidental - 1988 - La Marseillaise - 1990 - Ronde des Pyrénées méditerranéennes - Coca-Cola Trophy - GP Forbo - 2e de la New Jersey National Bank Classic - 1991 - Classement général de l'Étoile de Bessèges - 1re étape du Tour du Pays basque - 1992 - 5e étape de la Semaine catalane - 1re étape du Tour de l'Oise |  |

## Résultats sur les grands tours

### Tour de France
5 participations
- 1981 : abandon (15e étape), vainqueur des 8e et 10e étapes
- 1982 : 53e
- 1984 : 108e
- 1985 : 106e
- 1992 : abandon (14e étape)

### Tour d'Espagne
1 participation
- 1990 : 122e

## Palmarès sur piste

### Championnats d'Europe
- 1989
  -  Médaillé d'argent de la course derrière derny

### Six Jours
- Six Jours de Maastricht : 1981 et 1982 (avec René Pijnen)

## Distinctions
- Cycliste espoirs néerlandais de l'année : 1979